# Domenic Figliomeni
Domenic Figliomeni (ur. 17 maja 1967 w Terrace Bay) − kanadyjski bokser, dwukrotny olimpijczyk.

## Kariera amatorska
Figliomeni dwukrotnie reprezentował Kanadę na igrzyskach olimpijskich w 1992 i 1996 roku, rywalizując w kategorii papierowej. W 1992 r. rywalizację zakończył na 1/16 finału, przegrywając z Japończykiem Tadahiro Sasakim. W 1996 r. Figliomeni również zakończył rywalizację na 1/16 finału, gdzie przegrał z Kolumbijczykiem Beibisem Mendozą.
Figliomeni w latach 1990 - 1999 dziesięciokrotnie zdobywał mistrzostwo Kanady w kategorii papierowej.